# Бошняк, Александр Александрович

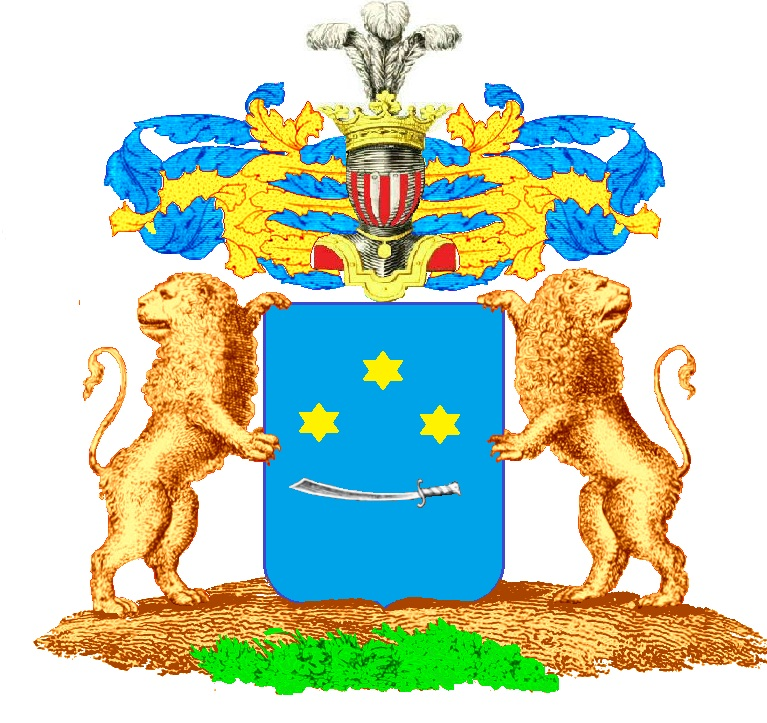
Герб рода Бошняков.

Бошняк Александр Александрович (28 февраля [12 марта] 1882, Кострома — неизвестно) — офицер Российского императорского флота, участник Русско-японской войны, артиллерийский офицер броненосного крейсера «Баян», командир укрепления № 3 и батареи Курганная на сухопутном участке обороны Порт-Артура, Георгиевский кавалер. Участник Первой мировой войны, капитан 2 ранга.

## Биография
Александр Александрович являлся представителем дворянского рода Бошняк. Родился 28 февраля (12 марта) 1882 года в городе Костроме Костромской губернии, ныне город — административный центр Костромской области. В многодетной семье его отца, поручика инженерных войск в отставке, нерехтинского уездного мирового судьи и предводителя дворянства Александра Константиновича Бошняк и его жены Зинаиды Михайловны было 8 детей. Брат Александра Константиновича — Николай был морским офицером, участником Амурской экспедиции адмирала Г. И. Невельского, что повлияло на выбор профессии племянника и его поступление в 1899 году в Морской кадетский корпус.
6 (19) мая 1902 года произведён в мичманы, проходил службу на броненосце береговой обороны «Генерал-адмирал Апраксин», затем на броненосце «Адмирал Ушаков» в Балтийском море. Служил вахтенным начальником на канонерской лодке «Бурун». 
В 1903 году на минном транспорте «Енисей» совершил переход на Дальний Восток. После прибытия в Порт-Артур 10 (23) октября 1903 года назначен вахтенным офицером на крейсер 2-го ранга «Джигит». Участник Русско-японской войны 1904—1905 годов. 9 (22) февраля 1904 года назначен артиллерийским офицером на броненосный крейсер «Баян», на котором участвовал в боевых действиях против японцев. 14 (27) июля 1904 года при возвращении с моря «Баян» на входе в гавань подорвался на мине и получил пробоину. Корабль был заведён в док и на долгое время вышел из строя. На команду «Баяна» возложили обязанность обслуживать пушки и прожекторы на сухопутном участке обороны Порт-Артура. Мичман А. А. Бошняк был назначен батарейным командиром левого фланга на внешнем обводе крепостных оборонительных сооружений. Командуя ротой моряков на укреплении № 3 и Курганной батареи проявил мужество и отвагу. Был тяжело ранен и контужен. После сдачи Порт-Артура остался в госпитале, благодаря чему избежал плена в Японию. За участие в боевых действиях в ходе Русско-японской войны был награждён орденами, в том числе 22 мая (4 июня)  1910 года — орденом Святого Георгия IV степени.
1 (14) января 1906 года был произведён в лейтенанты. После излечения вернулся на флот. В 1908—1909 годах командовал колёсной двухмачтовой яхтой морского министра «Нева», затем — пароходом «Ильмень». В 1910—1912 годах служил на минном заградителе «Амур», затем на канонерской лодке «Хивинец», на которой совершил плавание в Средиземное море и Персидский залив. В 1913 году назначен командиром 2-й роты на броненосный крейсер «Россия». 
Участник Первой мировой войны. С 1 (14) января 1915 года по 12 (25) октября 1916 года служил старшим офицером на крейсере «Аврора». 6 (19) декабря 1915 года был произведён в капитаны 2 ранга за отличие. 16 (29) декабря 1916 года награждён орденом Святой Анны 2-й степени с мечами.
Летом 1917 года А. А. Бошняк служил на морской радиостанции на Аландских островах. В августе 1917 года был выдвинут матросами и солдатами своей части на выборную должность в Совет, но получил отвод от «Центробалта» за свои, якобы, «реакционные воззрения».
О дальнейшей судьбе Александра Александровича Бошняка сведений не найдено. По неподтверждённым данным был репрессирован в 1937 году.

## Награды
Капитан 2 ранга Бошняк Александр Александрович был награждён орденами и медалями Российской империи:
- Орден Святого Георгия IV степени (22 мая (4 июня)  1910 года);
- Орден Святого Владимира IV степени с мечами и бантом (12 (25) декабря 1905 года);
- Орден Святой Анны II степени с мечами (16 (29) декабря 1916 года);
- орден Святого Станислава II степени с мечами (23 октября (5 ноября)  1904 года);
- Орден Святой Анны III степени с мечами и бантом (11 (24) сентября 1904 года) — за мужество и умелое руководство огнём батареи укрепления № 3 и батареи Курганной Порт-Артура;
- орден Святого Станислава III степени с бантом (11 (24) сентября 1904 года) — за мужество и самоотверженность во время осады крепости Порт-Артур;
- Крест «За Порт-Артур» (1914);
- Серебряная медаль «В память русско-японской войны» с бантом (1906);
- Светло-бронзовая медаль «В память 300-летия царствования дома Романовых» (1913);
- Светло-бронзовая медаль «В память 200-летия морского сражения при Гангуте» (1915).

Иностранные:
- Орден Князя Даниила I 4-й степени, рыцарь (1911, Черногория)